# گمینا زگوژلتس
گمینا زگوژلتس (به لهستانی:  Gmina Zgorzelec) یک گمینا در لهستان است که در شهرستان زگوژلتس واقع شده‌است. گمینا زگوژلتس ۱۳۶٫۰۲ کیلومتر مربع مساحت و ۷٬۸۸۹ نفر جمعیت دارد.